# Juan Vicente Lezcano
Pour les articles homonymes, voir Lezcano et López.
Juan Vicente Lezcano López, né le 5 avril 1937 à Asunción au Paraguay et décédé le 6 février 2012 dans la même ville, est un joueur de football international paraguayen, qui évoluait au poste de défenseur.

## Biographie

### Carrière en club
Avec le Club Olimpia, il remporte cinq championnats du Paraguay.
Avec le Club Atlético Peñarol, il gagne six championnats d'Uruguay, une Copa Libertadores et enfin deux Coupes intercontinentale.

### Carrière en sélection
Avec l'équipe du Paraguay, il joue 27 matchs (pour aucun but inscrit) entre 1957 et 1963. 
Il figure dans le groupe des sélectionnés lors de la Coupe du monde de 1958. Lors du mondial organisé en Suède, il joue trois matchs : contre la France, l'Écosse et la Yougoslavie.

## Palmarès
| Club Olimpia - Championnat du Paraguay (5) : - Champion : 1956, 1957, 1958, 1959 et 1960. - Copa Libertadores (0) : - Finaliste : 1961. |  | Peñarol - Championnat d'Uruguay (6) : - Champion : 1961, 1962, 1964, 1965, 1967 et 1968. - Copa Libertadores (1) : - Vainqueur : 1966. - Finaliste : 1965. - Coupe intercontinentale (2) : - Vainqueur : 1961 et 1966. |